# Halowe mistrzostwa świata w hokeju na trawie
Halowe mistrzostwa Świata w hokeju na trawie – najważniejsze halowe zawody w hokeju na trawie. Organizowane są przez Międzynarodową Federację Hokeja na Trawie (FIH). Pierwsze halowe mistrzostwa Świata odbyły się w 2003 roku w Lipsku. W 2011 roku mistrzostwa po raz pierwszy odbyły się w Polsce, w Poznaniu.  Reprezentacja Polski mężczyzn trzykrotnie zdobywała srebrne medale. Żeńska reprezentacja w 2025 roku w Poreču wywalczyła tytuł mistrzowski.

## Medaliści halowych mistrzostw świata w hokeju na trawie
Źródło

### Kobiety
| Lp | Rok i miejsce | Złoto    | Srebro    | Brąz     | Polska     |
| -- | ------------- | -------- | --------- | -------- | ---------- |
| 1. | 2003 Lipsk    | Niemcy   | Holandia  | Francja  | ---        |
| 2. | 2007 Wiedeń   | Holandia | Hiszpania | Niemcy   | ---        |
| 3. | 2011 Poznań   | Niemcy   | Holandia  | Ukraina  | 5. miejsce |
| 4. | 2015 Lipsk    | Holandia | Niemcy    | Czechy   | 5. miejsce |
| 5. | 2018 Berlin   | Niemcy   | Holandia  | Białoruś | 8. miejsce |
| 6. | 2023 Pretoria | Holandia | Austria   | Czechy   | ---        |
| 7. | 2025 Poreč    | Polska   | Austria   | Czechy   | 1. miejsce |

### Mężczyźni
| Lp | Rok i miejsce | Złoto    | Srebro   | Brąz      | Polska     |
| -- | ------------- | -------- | -------- | --------- | ---------- |
| 1. | 2003 Lipsk    | Niemcy   | Polska   | Francja   | 2. miejsce |
| 2. | 2007 Wiedeń   | Niemcy   | Polska   | Hiszpania | 2. miejsce |
| 3. | 2011 Poznań   | Niemcy   | Polska   | Austria   | 2. miejsce |
| 4. | 2015 Lipsk    | Holandia | Austria  | Niemcy    | 7. miejsce |
| 5. | 2018 Berlin   | Austria  | Niemcy   | Iran      | 7. miejsce |
| 6. | 2023 Pretoria | Austria  | Holandia | Iran      | ---        |
| 7. | 2025 Poreč    | Niemcy   | Austria  | RPA       | 5. miejsce |